# Tập đoàn Xăng dầu Việt Nam
Tập đoàn Xăng dầu Việt Nam (tiếng Anh: Vietnam National Petroleum Group), thường được biết đến với tên viết tắt là Petrolimex (PLX), được thành lập ngày 01/12/2011, tiền thân là Tổng Công ty Xăng dầu Việt Nam, trước đó là Tổng Công ty Xăng dầu mỡ được thành lập theo Nghị định của Bộ Thương nghiệp, sau được thành lập lại theo Quyết định 828/QĐ-TTg ngày 31/5/2011 của Thủ tướng Việt Nam. Petrolimex là doanh nghiệp nhà nước được xếp hạng đặc biệt, có quy mô toàn quốc, bảo đảm phần lớn thị phần xăng dầu cả nước.

## Cơ cấu Tổ chức
Tổ chức Tập đoàn Xăng dầu Việt Nam gồm có:
1. Hội đồng quản trị: Đứng đầu là Chủ tịch Hội đồng quản trị chịu trách nhiệm về phần vốn nhà nước tại Tập đoàn Xăng dầu Việt Nam. Giúp việc cho Chủ tịch hội đồng quản trị có các thành viên Hội đồng quản trị và Ban kiểm soát.
2. Ban Tổng giám đốc: Chịu trách nhiệm điều hành các hoạt động sản xuất kinh doanh hàng ngày của Tập đoàn. Giúp việc cho Tổng giám đốc gồm các Ban chức năng điều hành các hoạt động sản xuất kinh doanh của Tập đoàn.
3. Các công ty con:

- Các công ty kinh doanh xăng dầu:
  - 17 Công ty xăng dầu ở miền Bắc.
  - 8 Công ty xăng dầu miền Trung.
  - 17 Công ty xăng dầu miền Nam.
- Các công ty Liên doanh:
  - Công ty liên doanh BP-Petco.
  - Công ty liên doanh PTN.
  - Công ty lien doanh BVP
  - Công ty liên doanh TNHH kho xăng dầu ngoại quan Vân Phong.
- Các công ty Cổ phần:
  - Tổng công ty cổ phần bảo hiểm (PJICO).
  - Tổng công ty Gas Petrolimex - CTCP (PGC).
  - Tổng công ty Hóa dầu Petrolimex - CTCP (PLC).
  - Tổng công ty Vận tải thủy Petrolimex (PG Tanker).
  - Tổng công ty Dịch vụ Xăng dầu Petrolimex (PTC).
  - Tổng Công ty Xây lắp và Thương mại Petrolimex (PGCC)
  - Công ty cổ phần đầu tư và dịch vụ hạ tầng Xăng dầu (PLAND).
  - Công ty cổ phần cơ khí xăng dầu (PMS).
  - Công ty cổ phần Tập đoàn Xây lắp 1 - Petrolimex (PCC-1 GROUP).
  - Công ty cổ phần xây lắp III.
  - Công ty cổ phần xuất nhập khẩu Petrolimex (PITCO).
  - Công ty cổ phần thiết bị xăng dầu Petrolimex (PECO).
  - Công ty cổ phần thương mại & vận tải Petrolimex Hà Nội (PETAJICO)
  - Công ty cổ phần tin học viễn thông Petrolimex (PIACOM)
  - Công ty cổ phần tư vấn xây dựng Petrolimex (PEC)
  - Công ty cổ phần vận tải & dịch vụ Petrolimex Hà Tây.
  - Công ty cổ phần vận tải & dịch vụ Petrolimex Hải Phòng.
  - Công ty cổ phần vận tải & dịch vụ Petrolimex Nghệ Tĩnh.
  - Công ty cổ phần vận tải & dịch vụ Petrolimex Đà Nẵng.
  - Công ty cổ phần vận tải & dịch vụ Petrolimex Thừa Thiên Huế.
  - Công ty cổ phần vận tải & dịch vụ Petrolimex Sài Gòn.
  - Công ty cổ phần vận tải xăng dầu đường thủy.
  - Công ty cổ phần vận tải xăng dầu đường thủy Petrolimex.
  - Công ty cổ phần vận tải xăng dầu Vitaco.
  - Công ty cổ phần đầu tư Công đoàn (PG Invest)
- Công ty cổ phần nhiên liệu bay Petrolimex (PA)
- Văn phòng đại điện:
  - Văn phòng đại diện Tập đoàn Xăng dầu Việt Nam tại TP. Hồ Chí Minh.
  - Văn phòng Tập đoàn Xăng dầu Việt Nam tại Cambodia.
  - Công ty TNHH 1 thành viên Petrolimex tại Singapore
  - Công ty TNHH 1 thành viên Petrolimex tại Lào

## Sản xuất Kinh doanh
Lĩnh vực, ngành, nghề kinh doanh của Tổng công ty bao gồm:
- Xuất nhập khẩu và kinh doanh xăng dầu.
- Các sản phẩm hóa dầu, vật tư, thiết bị phục vụ ngành xăng dầu và các ngành khác.
- Kinh doanh vận tải xăng dầu và kho cảng dầu.
- Khảo sát thiết kế, xây lắp công trình xăng dầu và dân dụng.
- Dịch vụ khách sạn và dịch vụ du lịch.
- Bảo hiểm.
- Bất động sản.
- Vận tải.
- Hóa chất.
- Khí hóa lỏng.
- Xuất nhập khẩu tổng hợp.
- Cơ khí.
- Tin học viễn thông & tự động hóa.